# Steuerinzidenz
Als Steuerinzidenz werden in der Finanzwissenschaft und in der Steuerlehre Steuerwirkungen bezeichnet, die durch eine Veränderung innerhalb des Steuersystems auf die Einkommensverteilung ausgelöst werden, ohne dass es zu einer Veränderung der Staatsausgaben kommt.

## Allgemeines
Das Fremdwort Inzidenz (lateinisch incidens, „hinzufallend“) besagt in diesem Zusammenhang, dass sich durch Veränderungen der Steuern distributive Auswirkungen ergeben können. Es werden die Wirkungen einer Veränderung von Steuern oder Abgaben auf die Einkommensverteilung untersucht, wobei unterstellt wird, dass alle Steuerüberwälzungsvorgänge abgeschlossen sind.
Nur durch die Ermittlung der Belastungswirkungen der Besteuerung kann eine Erörterung der Steuergerechtigkeit stattfinden. Der Versuch, ein optimales Steuersystem zu schaffen, ist solange zwecklos, wie die Belastungswirkungen verschiedener Steuerarten nicht bekannt sind. Deshalb ist die Lehre von der Steuerinzidenz eines der ältesten und bedeutendsten Forschungsgebiete der Steuerwissenschaft.

## Arten
Unterschieden wird zwischen absoluter Steuerinzidenz, Differentialinzidenz und Budgetinzidenz:
- Die absolute (spezifische) Steuerinzidenz untersucht die Verteilungswirkungen durch die Veränderung einer einzelnen Steuerart bei konstanten Staatsausgaben.
- Die Differentialinzidenz untersucht die distributiven Wirkungen, die sich durch den Ersatz einer Steuerart durch eine andere ergeben, wobei das gesamte Steueraufkommen und die Staatsausgaben konstant bleiben.
- Bei der Budgetinzidenz werden Staatseinnahmen und Staatsausgaben gleichzeitig und in gleicher Höhe verändert, so dass sich das Haushaltsvolumen ändert.

Nur bei der Budgetinzidenz bleiben die Staatsausgaben nicht konstant.
Edwin Robert Anderson Seligman unterschied 1959 ferner zwischen formeller und materieller (tatsächlicher) Steuerinzidenz. Während sich die formelle Steuerinzidenz aus den Steuergesetzen ergibt, beschreibt die materielle Steuerinzidenz „jene Wohlstandseinbußen, die bei den Steuerpflichtigen oder anderen Personen nach Abschluss aller Überwälzungsvorgänge  und Verzerrungen verbleiben“. Unter „Verzerrungen“ versteht der Autor die Zusatzlast der Besteuerung, die dadurch ausgelöst wird, dass die Steuerpflichtigen versuchen, ihre Steuerlast durch Verhaltensänderungen (Steuerabwehr) zu verringern.

## Modellierung
In einem Modell leben Konsumenten, die durch {\displaystyle h=1...H} identifiziert werden. In einem hypothetischen Zustand ohne Steuern wählt jeder Konsument unter Berücksichtigung seiner finanziellen Möglichkeiten ein bestimmtes Güterbündel {\displaystyle A} und erreicht hierdurch den Nutzen {\displaystyle u_{0}}. Nach Einführung von Steuern auf das Güterbündel {\displaystyle A_{h}} zahlt jeder Konsument den Steuerbetrag {\displaystyle T} an das Finanzamt. Dadurch verändert sich durch die Erhöhung des Kaufpreises die Budgetgerade. Jede neue oder erhöhte Steuer verkleinert gegenüber einer Welt ohne Steuern die Menge der Güterbündel, die sich der Konsument leisten kann, weil sein Konsum teurer wird.
Formelle und materielle Steuerlast werden nun durch den Vergleich des fiktiven Zustands ohne Steuern und den Zustand mit Steuern charakterisiert. Diese unterscheiden sich oberflächlich durch die Steuerbeträge {\displaystyle T}. Von Bedeutung ist, dass die von den Konsumenten nachgefragten Güterbündel in den beiden Zuständen (mit oder ohne Steuern) verschieden sind. Durch die Besteuerung wählt der Konsument nun das substitutive Güterbündel {\displaystyle B_{h}}, das jedoch seinen eigentlichen Präferenzen nicht entspricht, wodurch sein Nutzen auf {\displaystyle u_{1}} sinkt. Normalerweise wird ein Konsument durch die Besteuerung zu einem Konsumverzicht (Zwangssparen) gezwungen, und sein Nutzen sinkt um den in Geldeinheiten gemessenen Betrag {\displaystyle \delta u}. Damit lässt sich die formelle und materielle Steuerlast begrifflich eindeutig definieren.
Die formelle Steuerlast wird durch
{\displaystyle T=(T_{1},...,T_{h})}
beschrieben. Eine Komponente dieses Vektors entspricht dem Steuerbetrag, den der Konsument an das Finanzamt abführt. Die materielle Steuerlast oder Steuerinzidenz wird durch den Vektor
{\displaystyle \delta u=(\delta u_{1},...\delta _{h})}
beschrieben. Eine Komponente dieses Vektors entspricht der Nutzeneinbuße, die der Konsument durch die Besteuerung erleidet. Die Steuerbelastung stellt mithin eine Nutzeneinbuße dar. Da sich das Einkommen des Privathaushalts durch die Steuererhebung nicht verändert, können die Steuereinnahmen – gemessen in Gütereinheiten des Güterbündels {\displaystyle B_{h}} – durch die Menge {\displaystyle A_{h}-B_{h}} erfasst werden.

## Wirtschaftliche Aspekte
Im Hinblick auf obige Aussagen ist Steuerträger, wer die Steuer letztlich aufzubringen hat und somit eine Nutzeneinbuße erleidet, während Steuerdestinatar der vom Gesetzgeber vorgesehene Steuerträger ist, der jedoch wegen Steuerüberwälzung keine Nutzeneinbuße erleidet. Die Steuerbelastung eines Privathaushalts manifestiert sich jedoch nicht nur im abzuführenden Steuerbetrag. Vielmehr ist auch das Ausmaß subjektiver Einschränkungen der Wohlfahrt zu berücksichtigen (englisch excess burden), die mit der Erhebung von Steuern verbunden sind.
Formelle und materielle Steuerlast unterscheiden sich, weil einerseits Steuerüberwälzungsvorgänge stattfinden und weil die Besteuerung andererseits Verzerrungen auslöst. Die Steuerinzidenz hängt nicht davon ab, ob die Steuer beim Käufer oder Verkäufer erhoben wird, sondern sie hängt von der Nachfrageelastizität und der Angebotselastizität ab. Die Steuerlast wird tendenziell von den Marktteilnehmern getragen, deren Elastizitäten gering sind und die deshalb weniger leicht der Belastung durch Verhaltensänderungen ausweichen können.
Die Steuerinzidenz kann in drei Analyseformen untersucht werden. Bei der spezifischen Inzidenz wird die Wirkung einer einzelnen Steuerart untersucht, wobei von konstanten Staatsausgaben und von unveränderten übrigen Steuerarten ausgegangen wird.
Die spezifische Inzidenz lässt sich eher im Rahmen einer Partialanalyse rechtfertigen, die nicht die Gesamtwirtschaft, sondern einen einzelnen Markt (Mikroebene oder Mesoebene) betrachtet. Allerdings muss in jedem Einzelfall geprüft werden, ob die hierbei gewonnenen Ergebnisse eine Übertragung auf die Makroebene vertragen. Der Vorteil einer Beschäftigung mit der spezifischen Inzidenz liegt auf der didaktischen Ebene, weil die partialanalytische Behandlung eines einzelnen Marktes einfacher ist als der Umgang mit gesamtwirtschaftlichen Modellen; und in vielen Fällen stimmen die dabei gewonnenen Erkenntnisse mit denen überein, die sich aus einer gesamtwirtschaftlichen Analyse ergeben. Bei der Differentialinzidenz werden die Wirkungen analysiert, die sich bei der Ersetzung einer bestehenden Steuerart durch eine andere aufkommensgleiche Steuerart ergeben. Sie eignet sich besonders bei der Untersuchung der Wirkung von Steuerreformen. Gefragt wird beispielsweise, welche Wirkung bei einer Senkung der Einkommensteuer bei gleichzeitiger aufkommensneutraler Erhöhung der Umsatzsteuer zu erwarten ist. Werden Staatseinnahmen und Staatsausgaben gleichzeitig und in gleicher Höhe verändert, so dass sich das Haushaltsvolumen ändert, wird die Budgetinzidenz analysiert. Konsequenterweise sollten bei der Analyse nicht nur die Steuerzahlungen berücksichtigt werden, sondern auch zugleich die mit den Staatsausgaben verbundenen Nutzengewinne der übrigen Wirtschaftssubjekte: Die Budgetinzidenz. Sie stellt die zusammengefassten Belastungswirkungen von Staatseinnahmen und Staatsausgaben dar. Bei ihrer Herleitung gilt stets die staatliche Budgetgleichung; alle Steuereinnahmen decken staatliche Güterkäufe oder Transferzahlungen. Im Rahmen der Steuerlehre bleiben jedoch die mit den Staatsausgaben verbundenen Nutzen öffentlicher Güter außer Betracht (Steuerinzidenz); es werden höchstens Geldrückflüsse an den privaten Sektor modelliert, damit sich ein geschlossener Wirtschaftskreislauf ergibt.